# Lewisport
Lewisport – miasto w Stanach Zjednoczonych, w stanie Kentucky, w hrabstwie Hancock.